# 王童
王童（1942年4月14日—），本名王中和，中華民國陸軍名将王仲廉之子、宏廣卡通董事長王中元之弟，安徽萧县人，出生於安徽太和，台灣電影導演，執導電影達十餘部，曾經獲得國家文藝獎。曾擔任國立臺北藝術大學電影創作學系主任及教授，現已退休。
執導作品《假如我是真的》、《看海的日子》、《無言的山丘》、《稻草人》和《風中家族》等電影。2019年獲頒第56屆金馬獎終身成就獎。

## 生平
- 1942年4月14日出生於安徽省太和縣，父親王仲廉、母親郭翔九[1]
- 1949年隨父母遷台
- 1962年進入國立藝專美術科
- 1966年進入中央電影公司，擔任多部電影美術與服裝設計
- 1980年執導首部電影作品《假如我是真的》
- 1997年任中央電影公司製片廠廠長
- 2003年任台北電影節主席，至2006年卸任
- 2004年擔任金馬獎執行委員會主席，至2006年卸任
- 2007年10月26日獲頒第十一屆國家文藝獎
- 2010年8月起至2013年7月擔任國立臺北藝術大學電影創作學系系主任
- 2019年擔任第56屆金馬獎評審團主席
- 2021年擔任第23屆台北電影獎評審團主席

## 電影作品

### 導演
| 年份   | 作品名稱                 |
| ------ | ------------------------ |
| 1981年 | 假如我是真的             |
| 1981年 | 窗口的月亮不准看         |
| 1982年 | 百分滿點                 |
| 1982年 | 苦恋 (电影)              |
| 1983年 | 看海的日子               |
| 1984年 | 策馬入林                 |
| 1985年 | 陽春老爸                 |
| 1987年 | 稻草人                   |
| 1989年 | 香蕉天堂                 |
| 1992年 | 無言的山丘               |
| 1995年 | 紅柿子                   |
| 2002年 | 自由門神                 |
| 2004年 | 紅孩兒決戰火焰山(動畫)   |
| 2004年 | 大象林旺爺爺的故事(動畫) |
| 2007年 | 童心寶貝(紀錄片)         |
| 2011年 | 謝神(短片)(《10+10》)    |
| 2015年 | 風中家族                 |

## 榮譽
- 1983年與胡金銓同以《天下第一》獲頒第20屆金馬獎最佳服裝設計獎。
- 1985年與林崇文、古金田同以《策馬入林》獲頒第22屆金馬獎最佳美術設計獎。
- 1985年與顏昭世同以《策馬入林》獲頒第22屆金馬獎最佳服裝設計獎。
- 1987年以《稻草人》獲頒第24屆金馬獎最佳導演獎。
- 1992年以《無言的山丘》獲頒第29屆金馬獎最佳導演獎。
- 2019年獲頒第56屆金馬獎終身成就獎。

## 外部連結
- 廖朝陽：〈反身與分離：王童的《紅柿子》 （页面存档备份，存于）〉。
- 中文電影資料庫：王童 （页面存档备份，存于）
- 財團法人國家電影中心：王童 （页面存档备份，存于）
- 藍祖蔚 導演傳奇：王童的神話 （页面存档备份，存于）
- 公告：99學年度優良教師－王童老師 - 國立臺北藝術大學 教學與學習支援中心
- 王童在互联网电影资料库（IMDb）上的資料（英文）（英文）
- 在AllMovie上王童的頁面（英文）
- 在AllMovie上王童的頁面（英文）
- 王童在香港影庫上的簡介
- 王童在时光网上的簡介（简体中文）
- 王童在豆瓣上的资料（简体中文）
- 王童在台灣電影網上的資料（繁體中文）